# Gian Primo Quagliano
Gian Primo Quagliano (Eboli, 1941) è un economista, giornalista e imprenditore italiano, professore di comunicazione di massa e comunicazione di impresa al Dipartimento di Scienze Statistiche "Paolo Fortunati" dell'Università di Bologna.

## Biografia
Laureato in Economia e Commercio presso l'Università di Bologna nel 1967, approfondisce da subito studi ed esperienze negli ambiti che caratterizzeranno la sua futura attività: economia, statistica e comunicazione.
Durante i primi 15 di anni di attività professionale sviluppa significative esperienze,  con ruolo dirigenziale, all'interno di primarie aziende nazionali sia in ambito automotive (Autogerma S.p.a. e Alfa Romeo S.p.a.), sia in ambito sanitario (Officine Ortopediche Rizzoli e Samo Biomedica).
Nel 1992 e nel 1993 crea Econometrica S.p.A (studi di economia e comunicazione) e Centro Studi Promotor (studi di mercato e pubbliche relazioni nel settore automobilistico e motociclistico), di cui è tuttora presidente.
Dal 2022 ad oggi è speaker per il settore dell’auto e della mobilità per il Festival dell’Economia di Trento  organizzato dal Sole 24 Ore e dalla Provincia Autonoma di Trento.
Nel corso degli anni siede nel consiglio di amministrazione di: Finanziaria Fiere di Bologna Spa, Istituto dei Ciechi Francesco Cavazza, P.R. Italia Srl, Immagine Srl, Handicoop, Surgitalia Industrie Samo Spa (vicepresidente), Econometrica Spa, Ecocity Srl. Come membro di collegi sindacali o dei revisori dei conti si occupa di Usl 28 Bologna Nord (presidente), Ordine dei giornalisti dell’Emilia-Romagna e Marche, Alcantara Spa (presidente tuttora in carica), Subaru Italia Spa, SOI (Società Italiana di Oftalmologia),
Ricopre inoltre altri incarichi come; membro del Consiglio generale di Confcommercio, presidente del Comitato per i problemi della Sanità di Confcommercio, membro del Consiglio Sanitario Nazionale presso il Ministero della Sanità, presidente dell’Osservatorio Nazionale dell’Alimentazione di Confcommercio, presidente di Federsanità di Confcommercio, componente e poi vicepresidente del Comitato per il servizio radiotelevisivo dell’Emilia-Romagna, componente del Comitato Direttivo dell’Associazione Stampa Emilia-Romagna, revisore della fondazione dell’Ordine dei Giornalisti dell’Emilia-Romagna (tuttora in carica).

## Attività nel campo della comunicazione
Nello corso della sua attività professionale, anche nei ruoli dirigenziali,  ha sempre dedicato particolare attenzione alla comunicazione. In Autogerma, dopo essersi occupato di ricerche di mercato, a partire dal 1971 ha assunto anche il coordinamento delle relazioni esterne. Nel ‘69 – ’70 ha tenuto corsi di ricerche di mercato e comunicazione presso il Centro europeo di studi aziendali (Cesa). Dal ’70 al ’73 è stato consulente di pubbliche relazioni dell’UNRAE (Unione Nazionale Rappresentanti Auto Estere). In Alfa Romeo è stato membro dell’ufficio stampa e portavoce per le questioni economiche e sindacali. 
Con la costituzione di Econometrica, nel 1992, ha iniziato a lavorare a tempo pieno, e in modo indipendente, nel settore della comunicazione creando una propria struttura e un proprio team. Econometrica è focalizzata nello sviluppo di studi di economia e nella conduzione di campagne continuative di comunicazione sui temi prevalentemente economici. 
Econometrica studia l'interazione del soggetto (istituzione o azienda) col contesto in cui opera, allo scopo di fare emergere i temi che possono essere oggetto di comunicazione e che possono essere legati al nome del cliente. Elabora quindi i contenuti della comunicazione che viene indirizzata ai giornali, a internet e alle emittenti radiofoniche e televisive.
Nel 1993 Gian Primo Quagliano costituisce il Centro Studi Promotor. Si tratta di un organismo di ricerca specializzato nel mercato automobilistico che conduce un’inchiesta congiunturale intervistando, ogni mese, un campione rappresentativo di concessionari. I risultati di ogni rilevazione vengono comunicati agli organi di informazione di massa e sono sistematicamente ripresi dalla stampa quotidiana e periodica, da internet e dalle emittenti radiotelevisive. Dal 1993 a oggi il Centro Studi Promotor ha avuto oltre 80.000 presenze in radio, in televisione e sulla stampa italiana e internazionale tra servizi sulle ricerche condotte, interviste e citazioni.
Gian Primo Quagliano ha svolto e svolge un’intensa attività giornalistica ed ha pubblicato oltre 4.000 articoli di carattere economico o relativi al settore automobilistico su quotidiani e riviste specializzate. Attualmente è editorialista del Sole 24 Ore e collabora con altri quotidiani e riviste. Ha diretto numerosi periodici e attualmente è direttore responsabile di Dati e Analisi, mensile del Centro Studi Promotor, di “451 online”, versione italiana della rivista “The New York Review of Books” e delle riviste specializzate Auto Aziendali Magazine e Metauto. Ha partecipato in qualità di relatore o di chairman a molti convegni e seminari sul mercato dell’automobile e sui problemi dell’economia e della comunicazione, organizzati da vari enti tra i quali, negli ultimi anni, lo Studio Ambrosetti, le associazioni rappresentative del settore automobilistico, Somedia (del quotidiano La Repubblica), Cegos, Centro Studi Promotor, case automobilistiche e altre società ed enti.